# Barranc de l'Espluga de Paradís
El barranc de l'Espluga de Paradís és un barranc de l'antic terme de Toralla i Serradell, pertanyent actualment al de Conca de Dalt, al Pallars Jussà. Discorre per territori del poble de Rivert.
Es forma a 977 m. alt. entre el Serrat de les Forques, just quan passa a ponent de los Solans, com a continuació del barranc de les Comes. Des d'aquest lloc davalla cap al sud-est, passa ran, i a ponent, de l'Espluga de Paradís, passa entre els llocs d'Escadolles (ponent) i Vilanoves (llevant), passa pel nord-est del Serrat de Sant Joan i, en arribar a los Bacs, a llevant de la Borda del Servent, dona pas al barranc de Sensui, que és la seva continuïtat.